# آرمادیلوی پشمی بزرگ
آرمادیلوی پشمی بزرگ (نام علمی: Chaetophractus villosus) نام یک گونه از سرده پشمین‌پوسته‌ها است.